# Alopecosella perspicax
Alopecosella perspicax är en spindelart som först beskrevs av Ludwig Carl Christian Koch 1882.  Alopecosella perspicax ingår i släktet Alopecosella och familjen vargspindlar. Inga underarter finns listade i Catalogue of Life.